# Alessandro Vergani
Alessandro Antonio Vergani, detto "Tricheco" (Brugherio, 19 gennaio 1990), è un giocatore di football americano italiano, che gioca come offensive tackle per gli Stuttgart Surge.